# Стінка (заповідне урочище)
Сті́нка — заповідне урочище місцевого значення в Україні. Об'єкт розташований на території Тальнівського району Черкаської області, село Папужинці, Потаське лісництво. 
Площа — 80 га, статус отриманий 8 квітня 2000 року.
Охороняється лісове урочище - місце відпочинку населення.